# West Long Branch
West Long Branch ist eine Kleinstadt (Borough) im US-Bundesstaat New Jersey. Das U.S. Census Bureau ermittelte bei der Volkszählung 2020 eine Einwohnerzahl von 8587.
Der Ort ist Sitz der Monmouth University, die sportlich der Metro Atlantic Athletic Conference und der Northeast Conference angeschlossen ist.

## Persönlichkeiten
- Holly Black (* 1971 in West Long Branch), Schriftstellerin
- Donny the Punk (1946–1996), Gefangenenrechtsaktivist
- Dore Schary (1905–1980), Filmproduzent, wurde auf dem Hebrew Cemetery beigesetzt
- T. M. Stevens (1951–2024), Bassist